# Еммен (футбольний клуб)
«Еммен» (нід. FC Emmen, нід. вимова: [ˈɛmə(n)]) — нідерландський професійний футбольний клуб з однойменного міста, який грає в Ередивізі, найвищій футбольній лізі Нідерландів. Клуб був заснований 25 серпня 1925 року, на професіональному рівні виступає з 1985 року. 33 сезони поспіль після цього виступав у Ерстедивізі, до Ередивізі вперше підвищився у 2018 році.
«Еммен» є єдиним професійним футбольним клубом з провінції Дренте. Домашні матчі команда проводить на стадіоні «Ауде Мердейк», його місткість становить 8,6 тис. глядачів.

## Історія
Аматорський клуб «Еммен» був сформований 21 серпня 1925 року. Коли у 1954 році була створена нідерландська професійна ліга, «Еммен» вирішив зберегти статус аматорського клубу.
У 1985 році «Еммен», нарешті, приєднався до професійних змагань. У 1988 році клуб був розділений на любительську та професійну секцію. Останній в основному називався BVO Emmen ( Betaald Voetbal Organisatie, професійна футбольна організація). У 2005 році професійний клуб БВО «Еммен» змінив свою назву на ФК «Еммен» з двох причин. По-перше, у клубі сподівалися, що нове ім'я буде краще відображати історію клубу, а по-друге, через те, що виникло багато непорозумінь, серед людей, які звикли вважати, що БВО — абревіатура, подібна, наприклад, ПСВ чи АДО.
У сезоні 2017—18 клуб виступав у Еерстедивізі, посівши 7-е місце та вийшовши у плей-оф. Перемігши у фінальній грі роттердамську «Спарту» клуб вперше у своїй історії вийшов у найвищий нідерландський дивізіон.

## Колишні гравці
- Норайр Асланян
- Йос Вальгарен
- Ян ван Беверен
- Кіран Бехан
- Руслан Валєєв
- Міка Нурмела
- Антті Суміала

## Досягнення
- Ерстедивізі
  - Переможець (1): 2022